# Данилов-Чалдун, Максим Николаевич
Максим Николаевич Данилов-Чалдун (18 января 1894 — 2 марта 1944) — чувашский советский писатель, член Союза писателей СССР с 1934 года.
Участник Первой мировой, Гражданской и Великой Отечественных войн.

## Биография
Родился в деревне Услыбаш Стерлитамакского уезда Уфимской губернии в крестьянской семье.
После окончания третьего класса начальной школы вместе с отцом (мать умерла рано) уехал на заработки в Сибирь. Жил в поселке Бирюли близ г. Кемерово, батрачил, позже работал на шахте «Крохоловская» крепильщиком и забойщиком.
В 1914 году стал участником империалистической войны, был тяжело ранен. После госпиталя добровольно вступил в ряды Красной гвардии. Член ВКП(б) с 1920 года.
Окончил Томскую совпартшколу (1921) и с 1922 года более десяти лет находился на партийной работе.
В 1934 году Данилов-Чалдун переехал в г. Чебоксары, работал заместителем председателя правления Союза писателей Чувашской АССР, сотрудником редакции газеты «Чаваш коммуни» и Комитета радиоинформации при Совнаркоме ЧАССР. В том же году он участвовал в работе  Первого съезда советских писателей в качестве делегата от писательской организации Чувашии.
В декабре 1941 года добровольцем ушёл на фронт, воевал на Калининском, Брянском и втором Прибалтийском фронтах.
Парторг 548 минометного полка 13 отдельной минометной бригады РГК (Второй Прибалтийский фронт), гвардии младший лейтенант Данилов-Чалдун получил тяжёлое ранение на фронте и скончался 2 марта 1944 г. в военном госпитале в г. Кувшиновка Калининской (ныне Тверской) области. Похоронен в братской могиле № 2 на Кувшиновском городском кладбище.

## Творчество
Первые стихи Данилова-Чалдуна написаны в 1922 году, напечатаны в 1924 году в газете «Чувашский крестьянин».
В 1929 году в Москве издана первая книга – пьеса «Тайгара» («В тайге»).
В своих рассказах отразил героизм рабочего класса и трудового крестьянства во время Октябрьской революции и Гражданской войны.
Является автором 14 книг. Основные издания: «Ҫулӑм витӗр» («Сквозь огонь»), «Вӑрҫӑ калавӗсем» («Военные рассказы»), «Икӗ вӑй» («Две силы»), «Революци ҫулӑмӗ» («Пламя революции»), «Ҫӑлтӑрлӑ ҫӗлӗк» («Шапка со звездой»).

Фронтовые рассказы и очерки ярко вершат жизненный и творческий путь М. Чалдуна. Написанные непосредственным участником войны, они лаконичны, ёмки. Эти произведения вобрали лучшие черты дарования писателя— литературовед, кандидат филологических наук В. С. Эзенкин

М. Чалдун часто плохо продумывал свои сюжеты. Написав произведение, не перечитывал, не исправлял его... Самым большим недостатком его произведений являются неожиданные ситуации, в которых оказывается герой, невероятные события, встречи. Иногда Чалдун обращается к приключенческим ситуациям невольно, потому что заранее не продумал ход сюжета: тогда, когда герой оказывается в тупике. Иногда он обращается к ним и преднамеренно, чтобы больше заинтересовать читателя. Но как бы ни было, они во многом портят рассказы Чалдуна.— Семён Эльгер

## Память
В память о Максиме Николаевиче Данилове –Чалдуне на здании школы д. Услыбаш установлена мемориальная доска, в школе оформлен  стенд-музей.